# Султана Кушева
Султана Атанасова Кушева е българска учителка от Македония.

## Биография
Родена е в централномакедонския български град Велес, тогава в Османската империя. В 1870 година започва да учи в киевската Фундуклеева класическа гимназия, която завършва в 1874 година. Пансионерка е при графиня Левашова и учи на издръжка на Славянския благотворителен комитет в Москва.
Султана П. Атанасова от Велес е била учителка в Крива паланка към 1873 година.